# Timia
Timia (auf Tuareg Tyǝmia) ist eine Landgemeinde im Departement Iférouane in Niger.

## Geographie

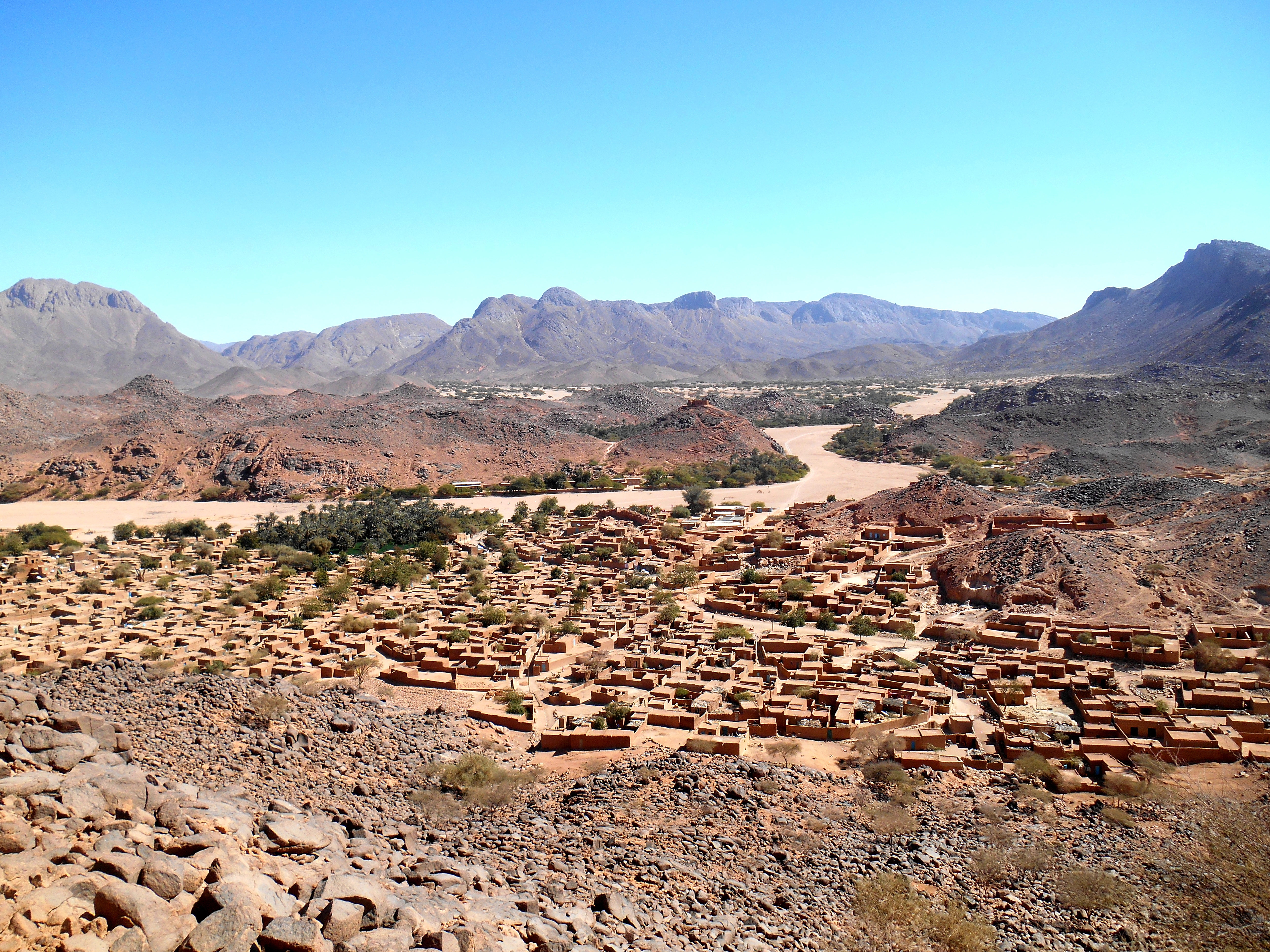
Gemeindehauptort Timia (2015)

Timia liegt im Süden des Aïr-Gebirges. Bei den Siedlungen im Gemeindegebiet handelt es sich um sechs Dörfer, einen Weiler, 96 Lager und 25 Wasserstellen. Davon beansprucht die Nachbargemeinde Iférouane die Wasserstellen Alodaye und Obrassan. Der Hauptort der Landgemeinde ist das Dorf Timia. Die Oase liegt an der Ostflanke des Bergs Adrar Egalah (1874 m) auf einer Höhe von annähernd 1000 m auf dem Gebiet der Kel-Ewey-Tuareg und erstreckt sich entlang eines Trockenflussbettes (kori), das in den Sommermonaten Wasser führt, sofern es am Oberlauf geregnet hat.

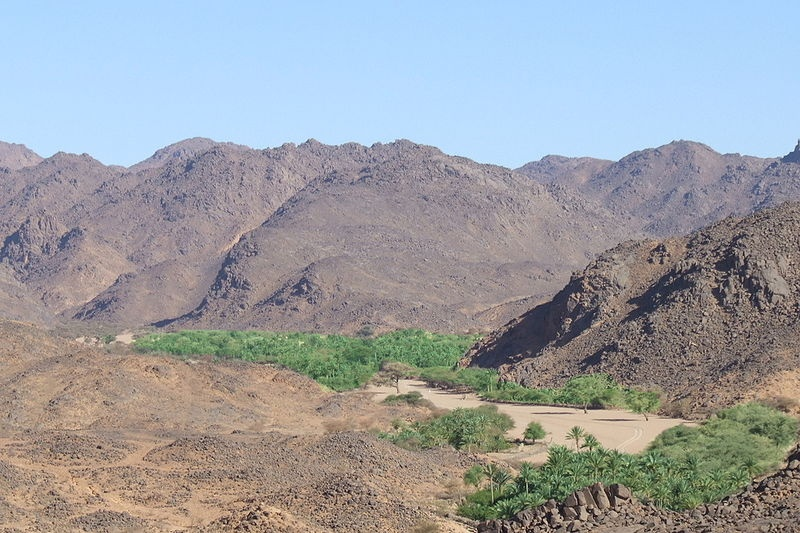
Tal von Timia (2006)

Südlich der Gemeinde Timia erheben sich die Monts Bagzane mit dem höchsten Berg des Niger, dem Idoukal-n-Taghès (2022 m). Südlich und östlich davon liegt die Weite der Ténéré-Wüste, durch welche die Strecke für den Sahara-Karawanenhandel verläuft. Die Nachbargemeinden Timias sind Iférouane im Norden, Fachi im Osten, Tabelot im Süden, Dannet im Südwesten und Gougaram im Nordwesten.

## Geschichte
Der Hauptort Timia wurde im Jahr 1920 gegründet, nachdem Frankreich einen Aufstand von Tuareg gegen die Inbesitznahme des Landes durch die Kolonialmacht niedergeschlagen hatte. Die Gründer der Siedlung lebten zuvor im höher gelegenen Dorf Tassalwat und in den umliegenden Tälern. Die Dörfer Abarakan und Krip-Krip im Gemeindegebiet von Timia wurden wiederum von Bewohnern des Hauptorts gegründet, die auf der Suche nach landwirtschaftlich nutzbaren Böden waren. Seit 2011 gehört die Landgemeinde nicht mehr zum Departement Arlit, sondern zum neugeschaffenen Departement Iférouane.

## Bevölkerung
Bei der Volkszählung 2012 hatte die Landgemeinde 19.076 Einwohner, die in 3.872 Haushalten lebten. Bei der Volkszählung 2001 betrug die Einwohnerzahl 8.319 in 1.542 Haushalten.
Im Hauptort lebten bei der Volkszählung 2012 2.210 Einwohner in 403 Haushalten, bei der Volkszählung 2001 1.734 in 327 Haushalten und bei der Volkszählung 1988 1.746 in 392 Haushalten.
In der Gemeinde wird die Tamascheq-Varietät Tayart gesprochen. In den Gegenden des Hauptorts sowie der Siedlungen Abarakan und Agirou leben Angehörige der Tuareg-Gruppe Imakitan. Im Hauptort wohnen neben den Kel-Ewey-Tuareg eine Mehrzahl freigelassener Sklaven. Seit der Niederschlagung des Kaosenaufstandes 1918 gibt es keine Sklaven mehr, gleichwohl liegt deren Gesamtanteil bei 10 bis 20 %. Auch vereinzelte Hausa und Zarma leben hier; insbesondere arbeiten sie als Dorflehrer oder Heilkräfte. Politische und klerikale Autoritäten im Dorf sind der Dorfchef (maigari) und der Imam.

## Politik
Der Gemeinderat (conseil municipal) hat 11 Mitglieder. Mit den Kommunalwahlen 2020 sind die Sitze im Gemeinderat wie folgt verteilt: 8 PNDS-Tarayya und 3 MPR-Jamhuriya.
Jeweils ein traditioneller Ortsvorsteher (chef traditionnel) steht an der Spitze der Dörfer Timia, Akal Malane, Assodé und Krip-Krip.

## Kultur und Sehenswürdigkeiten

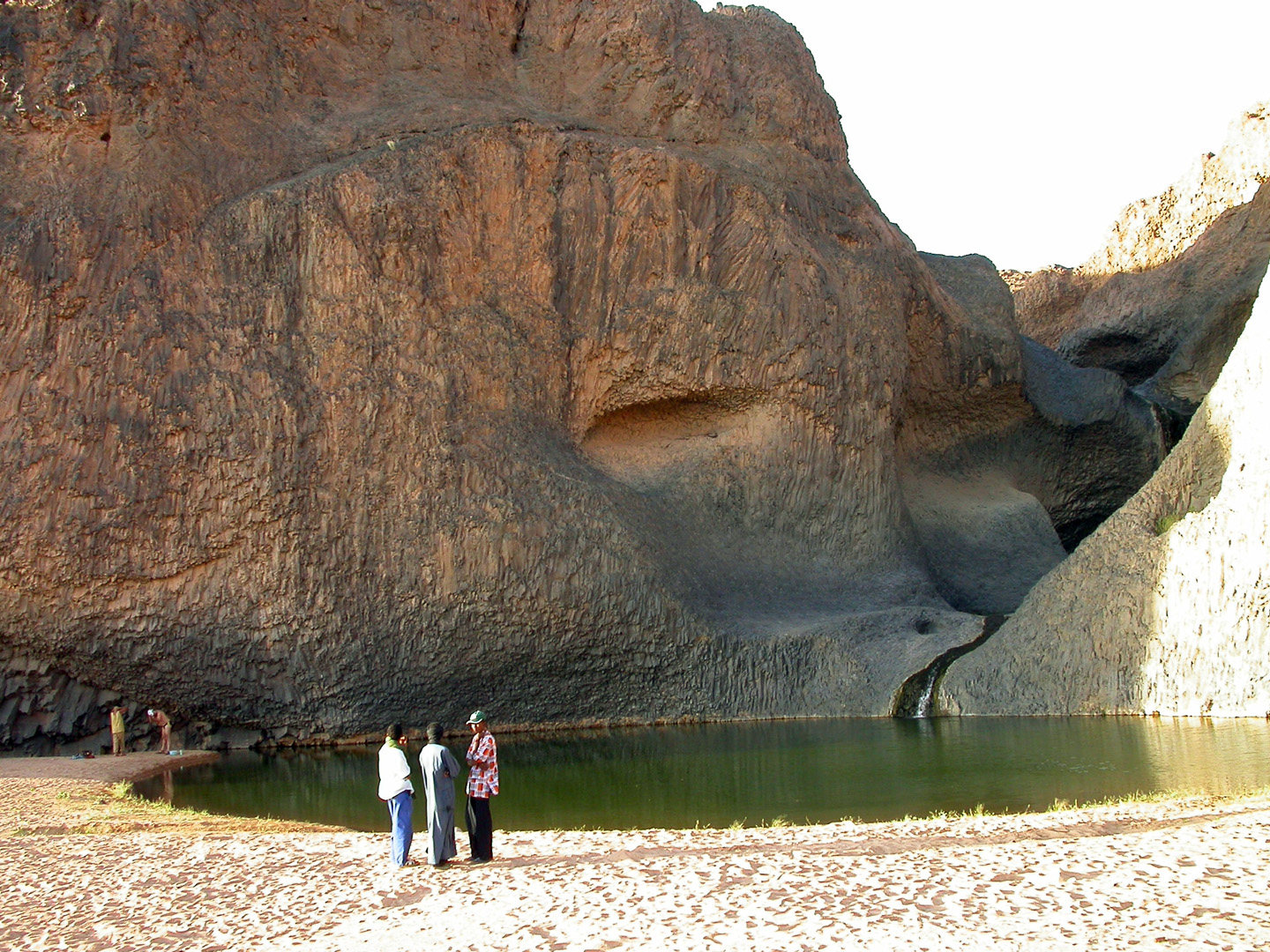
Cascade de Timia (2002)

In der Umgebung der Oase befindet sich die Cascade de Timia, ein eindrucksvoller Wasserfall mit See. Fort Massu ist eine 1952 auf Veranlassung des französischen Generals Jacques Massu in Timia erbaute Befestigungsanlage. Sie diente nie militärischen Zwecken und gilt als historische Kuriosität. Seit 2000 dient die Anlage als Museum und Herberge, in der Erfrischungsgetränke erhältlich sind. Auch lokales Kunsthandwerk wird dort verkauft. Mittels eines modernen Fernrohrs lassen sich auch Sternenhimmel beobachten.

## Wirtschaft und Infrastruktur
Die Bebauung Timias ist durch dicht gedrängte Lehmhäuser geprägt. Aus Zement gebaut sind nur wenige öffentliche Einrichtungen, wie die Schule, ein kleines Krankenhaus und die Radio-Telefon-Station. Damit stellt der Oasenort ein administratives Dienstleistungszentrum dar, da auch das Umland von der Infrastruktur profitiert. Schwere Erkrankungen müssen allerdings in Agadez oder Arlit (fort-)versorgt werden. Daneben existiert ein Handwerkszentrum für Schmiede und Händler des Ortes.

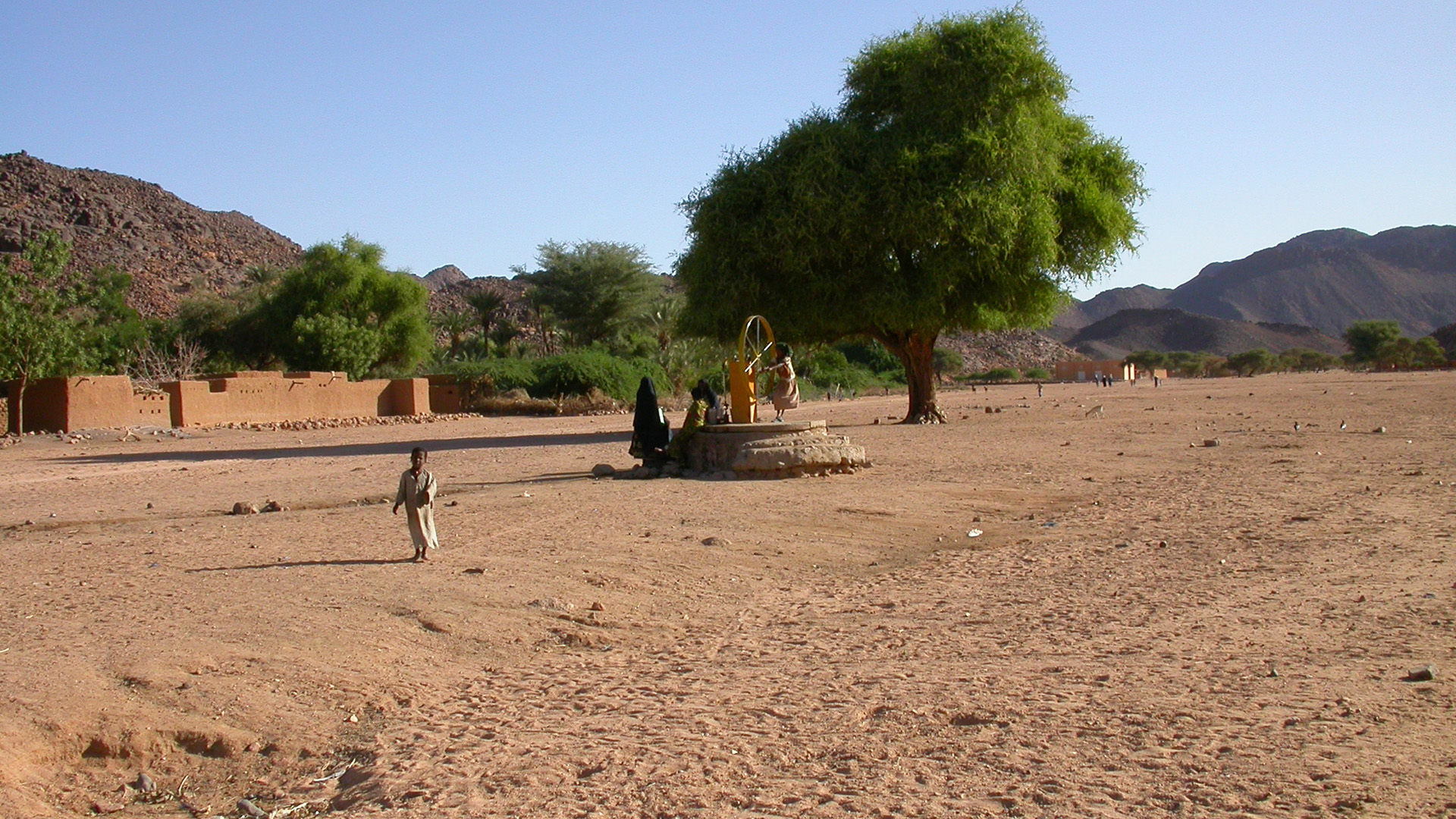
Brunnen in Timia (2002)

In weidewirtschaftlicher Hinsicht dominieren die Ziegen- und die Kamelhaltung, da diese Tiere vornehmlich baumäsend sind. Erstere liegt vornehmlich in den Händen der Frauen, letztere in denen der Männer. Mittels Brunnen wird das notwendige Grundwasser gefördert. Regenfeldbau hingegen ist nicht möglich. Mit Bilma besteht reger Salzhandel. Dreieckskarawanenhandel besteht für den übrigen Bedarf neben Bilma mit Kano in Nigeria. Die Karawanenroute nach Süden durchstreift zwischen Zinder und Kano die Kamelweiden der Hausa. Datteln werden aus dem Djadoplateau bezogen. Bei Achegour (Arbre du Ténéré) zweigt diese Route von der Dirkou-Strecke nach Norden ab. Aufgrund der fruchtbaren Bedingungen in der Oase wird intensiver Gartenbau betrieben, was auf die zunehmende Sesshaftwerdung der Kel-Ewey zurückgeführt wird. Die Gärtner sind in landwirtschaftlichen Kooperativen organisiert und verbringen die Erzeugnisse mit Lastwagen auf die Märkte der (weiteren) Umgebung. Darüber hinaus stellen die Lastwagen gleichzeitig das obligatorische Fortbewegungsmittel dar. Der Grundbedarf der Bewohner wird über eine zentral liegende Bäckerei, einen Fleischhauer, Schneidereien und Schmiedekooperationen gedeckt.

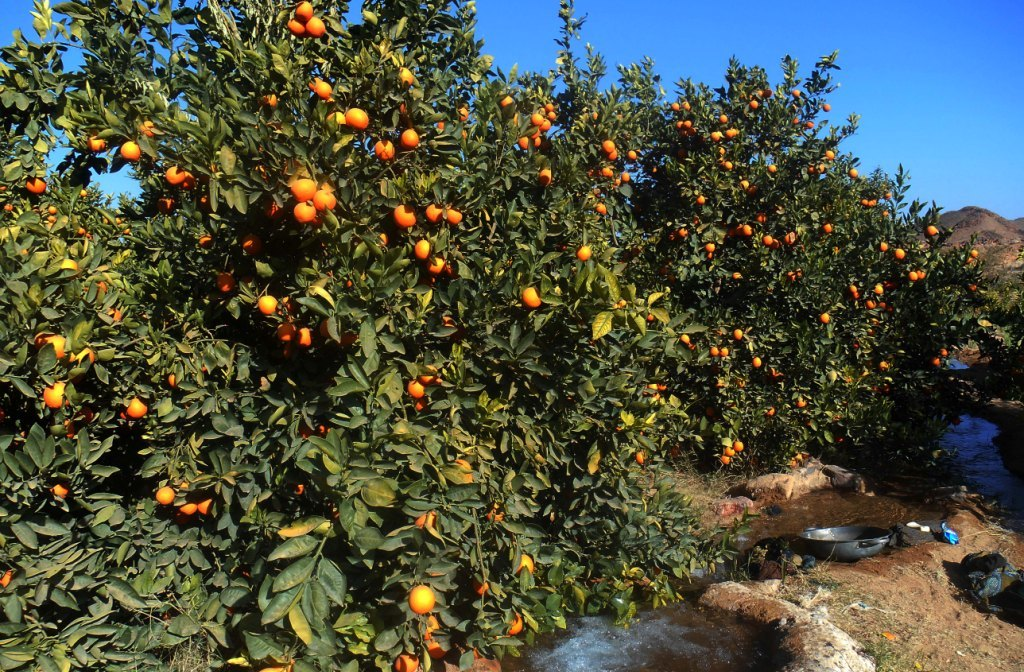
Orangenanbau in Timia (2018)

In den Zeiten schwerer Dürren in den 1970er und 1980er Jahren kamen der Region diverse europäische Entwicklungshilfemaßnahmen zugute. So konnte der Gartenbau zunächst etabliert, dann intensiviert werden. Die Gärten erhielten Befestigungen (Ausschwemminhibition). Neue Anbaumethoden und Früchte – wie Orangen und Pampelmusen – wurden eingeführt und kultiviert. Saatgüter und Pflanzenschutzmittel wurden organisiert. Pistenbau und deren Wiederherstellung wurden ebenso forciert wie die bauliche Sicherung von Brunnenanlagen. Die Entwicklungsorganisationen bemühten sich bis zur 2. Tuareg-Rebellion (bis Mitte der 1990er Jahre) durch Arbeitsmigration, die Einrichtung von Verkaufsläden und die Förderung des Tourismus Zeichen zukünftigen Wohlstands zu setzen. Diese Quellen diversifizierter Arbeitsauffassungen allerdings versiegten mit der Rebellion. Das staatliche Versorgungszentrum für landwirtschaftliche Betriebsmittel und Materialien (CAIMA) unterhält Verkaufsstellen im Hauptort und im Dorf Tefarawt.
Gesundheitszentren des Typs Centre de Santé Intégré (CSI) sind im Hauptort sowie in den Siedlungen Abarakan, Tefarawt und Tewat vorhanden. Der CEG Timia ist eine allgemein bildende Schule der Sekundarstufe des Typs Collège d’Enseignement Général (CEG). Beim Centre de Formation aux Métiers de Timia (CFM Timia) und beim Centre de Formation aux Métiers d’Abarakan (CFM Abarakan) handelt es sich um Berufsausbildungszentren.
Der Gemeindehauptort ist über die 91 Kilometer lange Route 121 mit dem Dorf Elméki und über die 249 Kilometer lange Route 122 mit der Stadt Arlit verbunden.